# Kékesd
Kékesd (németül: Kikisch) község Baranya vármegyében, a Pécsváradi járásban.

## Fekvése
Pécsváradtól légvonalban 8, közúton mintegy 11-12 kilométerre délkeletre fekszik, a Geresdi-dombság délnyugati lábainál.
A szomszédos települések: észak felől Fazekasboda, kelet felől Geresdlak, délkelet felől Maráza, dél felől Szellő, nyugat felől pedig Erzsébet.

### Megközelítése
A településen végighúzódik, annak főutcájaként az 5616-os út, ez a legfontosabb közúti megközelítési útvonala. Északkeleti határszélét érinti a Mohácstól Pécsváradig vezető 5607-es út is, az ország távolabbi részei felől ezen közelíthető meg a legegyszerűbben.
Kékesd keleti határszéle közelében ágazik ki az 5607-esből dél felé a zsáktelepülésnek tekinthető Marázát kiszolgáló 56 109-es számú mellékút is.

## Története
Az 1290-es évhez kötődik az első írásos emlék, ekkor Keykug, kykug, klwwkuth alakban említik a nevét, amely feltehetőleg „kék patak” jelentésű.
Az esztergomi káptalan 1387-ben írt levelében, és 1542-ben is Tótkékesként említi. Később Kékösdként is említik. Határában római kori leleteket és  középkori kerámia töredékeket találtak. A középkorban a pécsváradi apátság, majd a pécsi püspökség birtoka volt. A pécsváradi Bertók apát 1656-ban szerezte vissza a falut a pécsi püspöktől, holott az ekkor, a török megszállás alatt volt.
1686-ban említik először Kékesdként. 1869-ben a község lélekszáma mintegy 500 fő volt.

## Idegen elnevezései
Németül a település neve Kikisch, horvátul a marázai horvátok által használt Kikoš és az erdősmároki horvátok által használt Kikeš alak volt használatban.

## Közélete

### Polgármesterei
- 1990–1994: Soós Endre (független)[4]
- 1994–1998: Soós Endre (független)[5]
- 1998–2002: Soós Endre (független)[6]
- 2002–2006: Soós Endre (független)[7]
- 2006–2010: Varga Tamás (független)[8]
- 2010–2014: Varga Tamás (független)[9]
- 2014–2019: Varga Tamás (független)[10]
- 2019–2024: Varga Tamás (független)[11]
- 2024– : Varga Tamás (független)[1]

## A népesség alakulása
| Év   | Lakosok száma |
| 1869 | 500 fő        |
| 1990 | 228 fő        |
| 2001 | 215 fő        |
| 2002 | 212 fő        |
| 2003 | 208 fő        |
| 2006 | 208 fő        |

| Lakosok száma | 162  | 161  | 159  | 149  | 150  | 164  | 166  | 161  |
|               | 2013 | 2014 | 2015 | 2019 | 2021 | 2022 | 2023 | 2024 |

A 2011-es népszámlálás során a lakosok 95,9%-a magyarnak, 2,9% cigánynak, 1,8% horvátnak, 5,3% németnek mondta magát (4,1% nem nyilatkozott; a kettős identitások miatt a végösszeg nagyobb lehet 100%-nál). A vallási megoszlás a következő volt: római katolikus 71,3%, református 1,8%, evangélikus 1,2%, görögkatolikus 0,6%, felekezeten kívüli 11,7% (12,3% nem nyilatkozott).
2022-ben a lakosság 92,1%-a vallotta magát magyarnak, 5,5% németnek, 1,8% horvátnak, 0,6% görögnek, 0,6% egyéb, nem hazai nemzetiségűnek (7,3% nem nyilatkozott; a kettős identitások miatt a végösszeg nagyobb lehet 100%-nál). Vallásuk szerint 57,3% volt római katolikus, 1,2% evangélikus, 1,2% egyéb keresztény, 12,8% felekezeten kívüli (27,4% nem válaszolt).

## Nevezetességei
- Mihály arkangyalról elnevezett római katolikus temploma.

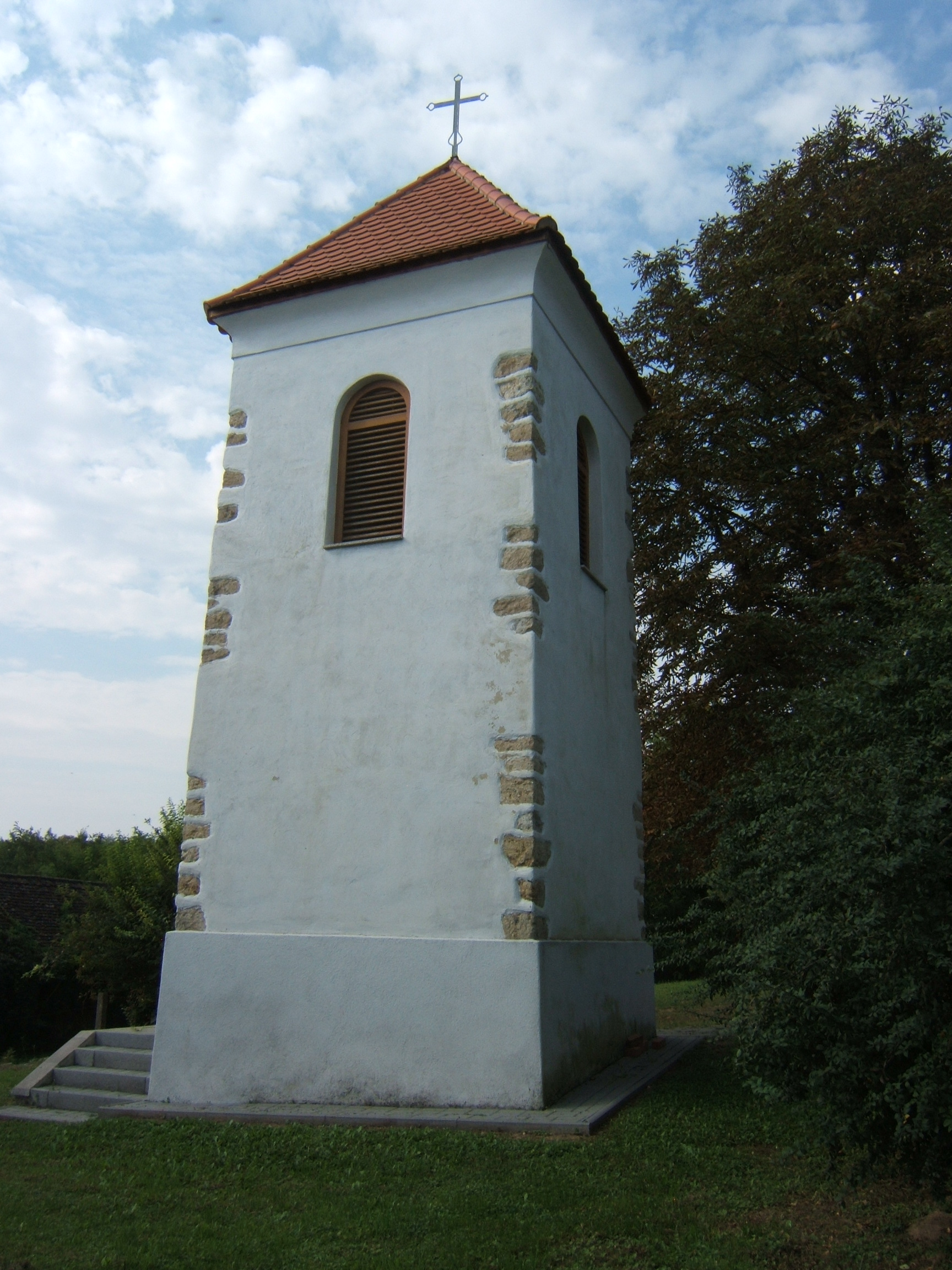
Harangtorony
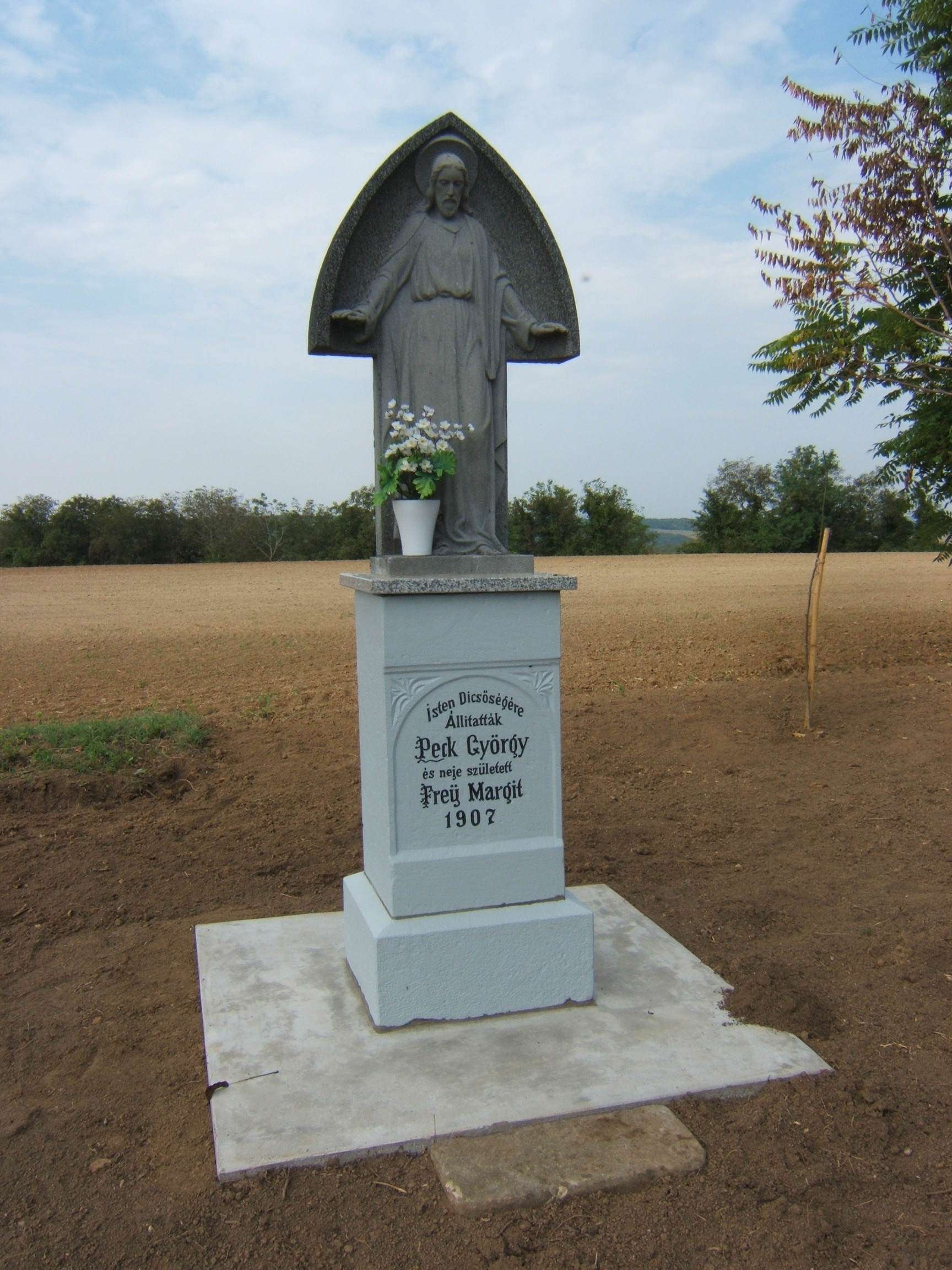
Jézus-szobor (1907)